# The Crook of Dreams
The Crook of Dreams è un film muto del 1919 diretto da Oscar Apfel e sceneggiato da George DuBois Proctor da un soggetto di Forrest Halsey. Il film, prodotto e distribuito dalla World Film, aveva come interpreti Louise Huff, Virginia Hammond, Florence Billings, Kempton Greene, Josephine Williams, Frank Mayo, Kate Lester.

## Trama
Appartenente a una famiglia di imbroglioni e truffatori dei quartieri malfamati di New York, la figlia di Sam, la giovane Constance, si presta a farsi passare per la figlia perduta di una ricca vedova, la signora Waldron, figlia che era stata rapita da piccola e di cui si erano perse le tracce. La vedova, che non ha potuto mai dimenticare quella tragedia, continua a soffrire terribilmente, quasi pazza di dolore; la sua segretaria, Laura Campbell, benché non si sia lasciata ingannare dalla truffa, si presta al gioco per cercare di alleviare la pena inconsolabile della sua padrona e non denuncia i malviventi. La presenza di Constance porta finalmente la serenità alla signora Waldron. In quell'ambiente, ricco e raffinato, la ragazza acquisisce oltretutto modi e comportamenti eleganti, diventando una signora di classe. Ma la madre di Sam, che tempo prima era finita in galera insieme al suo convivente, viene rilasciata e, volendo approfittare della situazione, ricatta Constance, minacciando di raccontare tutto alla signora Waldron. Quest'ultima, però, riconosce in lei la bambinaia che le aveva rapito la figlia tanti anni prima. Si scopre così che, senza saperlo, Constance aveva detto la verità e che lei è effettivamente la bimba scomparsa. Adesso la ragazza, che si era innamorata dell'avvocato Hadwin dal quale la separava la barriera sociale che li divideva, può confessare il suo amore per lui.

## Produzione
Il film fu prodotto dalla World Film.

## Distribuzione
Distribuito dalla World Film, il film uscì nelle sale cinematografiche statunitensi il 3 marzo 1919. Il copyright del film, richiesto dalla World Film Corp., fu registrato il 24 marzo 1919 con il numero LU13529.
Non si conoscono copie ancora esistenti della pellicola che viene considerata presumibilmente perduta.